# Zwally-Gletscher
Der Zwally-Gletscher ist ein etwa 35 km langer Gletscher im ostantarktischen Viktorialand. In den Concord Mountains fließt er im nördlichen Teil der Everett Range zunächst südöstlich, dann in nordwestlicher Richtung, dabei zunächst parallel zum Ebbe-Gletscher, in den er zwischen Mount Craven und dem Everett Spur mündet.
Das Advisory Committee on Antarctic Names benannte ihn 2011 nach H. Jay Zwally, einem der federführenden Glaziologen im Polarprogramm der National Science Foundation zwischen 1972 und 1974, der durch seine Tätigkeit bei der NASA zwischen 1974 und 2009 einer der Antreiber zur Nutzung des ICESat zur Bestimmung der Dicke des Antarktischen Eisschilds im Jahr 2003 war.